# Список астероїдів (233901—234000)
| Назва               | Тимчасове позначення | Дата відкриття    | Місце відкриття                           | Відкривач                                              |
| ------------------- | -------------------- | ----------------- | ----------------------------------------- | ------------------------------------------------------ |
| (233901) 2009 BT    | 2009 BT              | 16 січня 2009     | Обсерваторія RAS                          | Ендрю Лов                                              |
| (233902) 2009 BM7   | 2009 BM7             | 18 січня 2009     | Сокорро (Нью-Мексико)                     | LINEAR                                                 |
| (233903) 2009 BD47  | 2009 BD47            | 16 січня 2009     | Обсерваторія Кітт-Пік                     | Spacewatch                                             |
| (233904) 2009 BA128 | 2009 BA128           | 29 січня 2009     | Обсерваторія Маунт-Леммон                 | Обсерваторія Маунт-Леммон                              |
| (233905) 2009 CU22  | 2009 CU22            | 1 лютого 2009     | Обсерваторія Кітт-Пік                     | Spacewatch                                             |
| (233906) 2009 CT38  | 2009 CT38            | 13 лютого 2009    | Обсерваторія Кітт-Пік                     | Spacewatch                                             |
| (233907) 2009 CA62  | 2009 CA62            | 3 лютого 2009     | Обсерваторія Кітт-Пік                     | Spacewatch                                             |
| (233908) 2009 CD62  | 2009 CD62            | 2 лютого 2009     | Обсерваторія Маунт-Леммон                 | Обсерваторія Маунт-Леммон                              |
| (233909) 2009 DF36  | 2009 DF36            | 21 лютого 2009    | Каталінський огляд                        | Каталінський огляд                                     |
| (233910) 2009 FJ20  | 2009 FJ20            | 17 березня 2009   | Обсерваторія Берґіш-Ґладбах               | Вольф Бікель                                           |
| (233911) 2009 FT38  | 2009 FT38            | 17 березня 2009   | Обсерваторія Кітт-Пік                     | Spacewatch                                             |
| (233912) 2009 NC    | 2009 NC              | 3 липня 2009      | Обсерваторія Ла-Саґра                     | Обсерваторія Мальорки                                  |
| (233913) 2009 QD58  | 2009 QD58            | 18 серпня 2009    | Обсерваторія Кітт-Пік                     | Spacewatch                                             |
| (233914) 2009 RD60  | 2009 RD60            | 11 вересня 2009   | Каталінський огляд                        | Каталінський огляд                                     |
| (233915) 2009 RE73  | 2009 RE73            | 14 вересня 2009   | Обсерваторія Кітт-Пік                     | Spacewatch                                             |
| (233916) 2009 SV95  | 2009 SV95            | 19 вересня 2009   | Обсерваторія Кітт-Пік                     | Spacewatch                                             |
| (233917) 2009 SL129 | 2009 SL129           | 18 вересня 2009   | Обсерваторія Кітт-Пік                     | Spacewatch                                             |
| (233918) 2009 SU146 | 2009 SU146           | 19 вересня 2009   | Обсерваторія Кітт-Пік                     | Spacewatch                                             |
| (233919) 2009 SP154 | 2009 SP154           | 20 вересня 2009   | Обсерваторія Кітт-Пік                     | Spacewatch                                             |
| (233920) 2009 SD161 | 2009 SD161           | 21 вересня 2009   | Обсерваторія Ла-Саґра                     | Обсерваторія Мальорки                                  |
| (233921) 2009 SC320 | 2009 SC320           | 20 вересня 2009   | Обсерваторія Маунт-Леммон                 | Обсерваторія Маунт-Леммон                              |
| (233922) 2009 TT1   | 2009 TT1             | 9 жовтня 2009     | Обсерваторія Ла-Саґра                     | Обсерваторія Мальорки                                  |
| (233923) 2009 TD20  | 2009 TD20            | 11 жовтня 2009    | Обсерваторія Маунт-Леммон                 | Обсерваторія Маунт-Леммон                              |
| (233924) 2009 TM32  | 2009 TM32            | 14 жовтня 2009    | Обсерваторія Маунт-Леммон                 | Обсерваторія Маунт-Леммон                              |
| (233925) 2009 UL2   | 2009 UL2             | 18 жовтня 2009    | Обсерваторія Тзек-Маун                    | Фабриціо Тоцці                                         |
| (233926) 2009 UN4   | 2009 UN4             | 18 жовтня 2009    | Бісейська станція космічного патрулювання | BATTeRS                                                |
| (233927) 2009 UT32  | 2009 UT32            | 18 жовтня 2009    | Обсерваторія Маунт-Леммон                 | Обсерваторія Маунт-Леммон                              |
| (233928) 2009 UY57  | 2009 UY57            | 23 жовтня 2009    | Обсерваторія Маунт-Леммон                 | Обсерваторія Маунт-Леммон                              |
| (233929) 2009 UN83  | 2009 UN83            | 23 жовтня 2009    | Обсерваторія Маунт-Леммон                 | Обсерваторія Маунт-Леммон                              |
| (233930) 2009 UG88  | 2009 UG88            | 21 жовтня 2009    | Каталінський огляд                        | Каталінський огляд                                     |
| (233931) 2009 UF103 | 2009 UF103           | 24 жовтня 2009    | Каталінський огляд                        | Каталінський огляд                                     |
| (233932) 2009 UZ136 | 2009 UZ136           | 26 жовтня 2009    | Каталінський огляд                        | Каталінський огляд                                     |
| (233933) 2009 UY146 | 2009 UY146           | 18 жовтня 2009    | Обсерваторія Маунт-Леммон                 | Обсерваторія Маунт-Леммон                              |
| (233934) 2009 VT16  | 2009 VT16            | 8 листопада 2009  | Обсерваторія Маунт-Леммон                 | Обсерваторія Маунт-Леммон                              |
| (233935) 2009 VE31  | 2009 VE31            | 9 листопада 2009  | Обсерваторія Маунт-Леммон                 | Обсерваторія Маунт-Леммон                              |
| (233936) 2009 VZ38  | 2009 VZ38            | 9 листопада 2009  | Обсерваторія Кітт-Пік                     | Spacewatch                                             |
| (233937) 2009 VC50  | 2009 VC50            | 11 листопада 2009 | Обсерваторія Ла-Саґра                     | Обсерваторія Мальорки                                  |
| (233938) 2009 VM57  | 2009 VM57            | 12 листопада 2009 | Обсерваторія Ла-Саґра                     | Обсерваторія Мальорки                                  |
| (233939) 2009 VR58  | 2009 VR58            | 15 листопада 2009 | Обсерваторія Сьєрра-Старс                 | В. Діллон, Д. Веллс                                    |
| (233940) 2009 VH81  | 2009 VH81            | 15 листопада 2009 | Каталінський огляд                        | Каталінський огляд                                     |
| (233941) 2009 WM5   | 2009 WM5             | 16 листопада 2009 | Обсерваторія Маунт-Леммон                 | Обсерваторія Маунт-Леммон                              |
| (233942) 2009 WH6   | 2009 WH6             | 18 листопада 2009 | Обсерваторія RAS                          | Ендрю Лов                                              |
| 233943 Falera       | 2009 WU24            | 21 листопада 2009 | Обсерваторія Мірастейлас                  | Жозе де Кейрос                                         |
| (233944) 2009 WL45  | 2009 WL45            | 18 листопада 2009 | Обсерваторія Кітт-Пік                     | Spacewatch                                             |
| (233945) 2009 WE74  | 2009 WE74            | 18 листопада 2009 | Обсерваторія Кітт-Пік                     | Spacewatch                                             |
| (233946) 2009 WG125 | 2009 WG125           | 20 листопада 2009 | Обсерваторія Кітт-Пік                     | Spacewatch                                             |
| (233947) 2009 WM141 | 2009 WM141           | 18 листопада 2009 | Обсерваторія Маунт-Леммон                 | Обсерваторія Маунт-Леммон                              |
| (233948) 2009 WQ169 | 2009 WQ169           | 22 листопада 2009 | Обсерваторія Кітт-Пік                     | Spacewatch                                             |
| (233949) 2009 WC216 | 2009 WC216           | 27 листопада 2009 | Обсерваторія Сайдинг-Спрінг               | Обсерваторія Сайдинг-Спрінг                            |
| (233950) 2009 WO252 | 2009 WO252           | 26 листопада 2009 | Обсерваторія Кітт-Пік                     | Spacewatch                                             |
| (233951) 2009 XJ    | 2009 XJ              | 7 грудня 2009     | Обсерваторія Пла-д'Арґін                  | Рафаель Феррандо                                       |
| (233952) 2009 XQ9   | 2009 XQ9             | 12 грудня 2009    | Сокорро (Нью-Мексико)                     | LINEAR                                                 |
| (233953) 2009 XS15  | 2009 XS15            | 15 грудня 2009    | Обсерваторія Маунт-Леммон                 | Обсерваторія Маунт-Леммон                              |
| (233954) 2009 XY16  | 2009 XY16            | 15 грудня 2009    | Обсерваторія Маунт-Леммон                 | Обсерваторія Маунт-Леммон                              |
| (233955) 2009 XB19  | 2009 XB19            | 15 грудня 2009    | Обсерваторія Маунт-Леммон                 | Обсерваторія Маунт-Леммон                              |
| (233956) 2009 XL19  | 2009 XL19            | 15 грудня 2009    | Обсерваторія Маунт-Леммон                 | Обсерваторія Маунт-Леммон                              |
| (233957) 2009 YQ16  | 2009 YQ16            | 19 грудня 2009    | Бісейська станція космічного патрулювання | BATTeRS                                                |
| (233958) 2009 YP21  | 2009 YP21            | 27 грудня 2009    | Обсерваторія Кітт-Пік                     | Spacewatch                                             |
| (233959) 2009 YX21  | 2009 YX21            | 17 грудня 2009    | Обсерваторія Маунт-Леммон                 | Обсерваторія Маунт-Леммон                              |
| (233960) 2010 AX2   | 2010 AX2             | 7 січня 2010      | Обсерваторія RAS                          | Ендрю Лов                                              |
| (233961) 2010 AA3   | 2010 AA3             | 7 січня 2010      | Обсерваторія RAS                          | Ендрю Лов                                              |
| (233962) 2010 AY25  | 2010 AY25            | 6 січня 2010      | Каталінський огляд                        | Каталінський огляд                                     |
| (233963) 2010 AP31  | 2010 AP31            | 6 січня 2010      | Обсерваторія Кітт-Пік                     | Spacewatch                                             |
| (233964) 2010 AC37  | 2010 AC37            | 7 січня 2010      | Обсерваторія Кітт-Пік                     | Spacewatch                                             |
| (233965) 2010 AM59  | 2010 AM59            | 6 січня 2010      | Каталінський огляд                        | Каталінський огляд                                     |
| (233966) 2010 BS2   | 2010 BS2             | 16 січня 2010     | Обсерваторія RAS                          | Обсерваторія RAS                                       |
| 233967 Vierkant     | 2010 BN4             | 24 січня 2010     | Обсерваторія Сьєрра-Старс                 | Райнер Крахт                                           |
| (233968) 3021 T-2   | 3021 T-2             | 30 вересня 1973   | Паломарська обсерваторія                  | К. Й. ван Гаутен, І. ван Гаутен-Ґроневельд, Т. Герельс |
| (233969) 1979 OK9   | 1979 OK9             | 24 липня 1979     | Обсерваторія Сайдинг-Спрінг               | Ш. Дж. Бас                                             |
| (233970) 1981 ES44  | 1981 ES44            | 7 березня 1981    | Обсерваторія Сайдинг-Спрінг               | Ш. Дж. Бас                                             |
| (233971) 1991 TD2   | 1991 TD2             | 8 жовтня 1991     | Обсерваторія Кітт-Пік                     | Spacewatch                                             |
| (233972) 1992 PZ5   | 1992 PZ5             | 3 серпня 1992     | Паломарська обсерваторія                  | Генрі Гольт                                            |
| (233973) 1993 FX4   | 1993 FX4             | 17 березня 1993   | Обсерваторія Ла-Сілья                     | UESAC                                                  |
| (233974) 1993 FG45  | 1993 FG45            | 19 березня 1993   | Обсерваторія Ла-Сілья                     | UESAC                                                  |
| (233975) 1994 RC7   | 1994 RC7             | 12 вересня 1994   | Обсерваторія Кітт-Пік                     | Spacewatch                                             |
| (233976) 1994 RC14  | 1994 RC14            | 12 вересня 1994   | Обсерваторія Кітт-Пік                     | Spacewatch                                             |
| (233977) 1994 UK9   | 1994 UK9             | 28 жовтня 1994    | Обсерваторія Кітт-Пік                     | Spacewatch                                             |
| (233978) 1995 FD9   | 1995 FD9             | 26 березня 1995   | Обсерваторія Кітт-Пік                     | Spacewatch                                             |
| (233979) 1995 LS    | 1995 LS              | 4 червня 1995     | Обсерваторія Кітт-Пік                     | Spacewatch                                             |
| (233980) 1995 NF1   | 1995 NF1             | 2 липня 1995      | Обсерваторія Кітт-Пік                     | Spacewatch                                             |
| (233981) 1995 OL2   | 1995 OL2             | 22 липня 1995     | Обсерваторія Кітт-Пік                     | Spacewatch                                             |
| (233982) 1995 PW    | 1995 PW              | 3 серпня 1995     | Обсерваторія Кітт-Пік                     | Spacewatch                                             |
| (233983) 1995 SA16  | 1995 SA16            | 18 вересня 1995   | Обсерваторія Кітт-Пік                     | Spacewatch                                             |
| (233984) 1995 SF16  | 1995 SF16            | 18 вересня 1995   | Обсерваторія Кітт-Пік                     | Spacewatch                                             |
| (233985) 1995 SX30  | 1995 SX30            | 20 вересня 1995   | Обсерваторія Кітт-Пік                     | Spacewatch                                             |
| (233986) 1995 SV33  | 1995 SV33            | 22 вересня 1995   | Обсерваторія Кітт-Пік                     | Spacewatch                                             |
| (233987) 1995 UJ65  | 1995 UJ65            | 27 жовтня 1995    | Обсерваторія Кітт-Пік                     | Spacewatch                                             |
| (233988) 1995 VO3   | 1995 VO3             | 14 листопада 1995 | Обсерваторія Кітт-Пік                     | Spacewatch                                             |
| (233989) 1995 VY6   | 1995 VY6             | 14 листопада 1995 | Обсерваторія Кітт-Пік                     | Spacewatch                                             |
| (233990) 1995 WK17  | 1995 WK17            | 17 листопада 1995 | Обсерваторія Кітт-Пік                     | Spacewatch                                             |
| (233991) 1995 WU23  | 1995 WU23            | 18 листопада 1995 | Обсерваторія Кітт-Пік                     | Spacewatch                                             |
| (233992) 1996 GN3   | 1996 GN3             | 9 квітня 1996     | Обсерваторія Кітт-Пік                     | Spacewatch                                             |
| (233993) 1996 GS5   | 1996 GS5             | 11 квітня 1996    | Обсерваторія Кітт-Пік                     | Spacewatch                                             |
| (233994) 1996 RT6   | 1996 RT6             | 5 вересня 1996    | Обсерваторія Кітт-Пік                     | Spacewatch                                             |
| (233995) 1996 RH16  | 1996 RH16            | 13 вересня 1996   | Обсерваторія Кітт-Пік                     | Spacewatch                                             |
| (233996) 1996 RS21  | 1996 RS21            | 7 вересня 1996    | Обсерваторія Кітт-Пік                     | Spacewatch                                             |
| (233997) 1996 SF1   | 1996 SF1             | 17 вересня 1996   | Обсерваторія Кітт-Пік                     | Spacewatch                                             |
| (233998) 1996 TZ16  | 1996 TZ16            | 4 жовтня 1996     | Обсерваторія Кітт-Пік                     | Spacewatch                                             |
| (233999) 1996 VG35  | 1996 VG35            | 9 листопада 1996  | Обсерваторія Кітт-Пік                     | Spacewatch                                             |
| (234000) 1996 XP13  | 1996 XP13            | 8 грудня 1996     | Обсерваторія Оїдзумі                      | Такао Кобаяші                                          |